# غل أفشان (سميرم)
غل‌ أفشان هي قرية في مقاطعة سميرم، إيران. عدد سكان هذه القرية هو 677 في سنة 2006.